# 巫啟航
巫啟航（英語：Fleco Mo Kai-Hong），香港政治人物，前香港元朗區議會宏逸選區議員。參選2019年香港區議會選舉時，曾遭選舉主任查詢其政治立場。

## 從政經歷

### 加入天水圍民生關注平台
2015年香港區議會選舉後，巫啟航加入天水圍民生關注平台，為當時參選2016年香港立法會選舉的召集人王百羽助選。此後巫選擇在宏逸選區開展地區工作。

### 反送中運動中被捕
2019年9月29日，巫啟航被警方以非法集結及暴動罪拘捕。

### 2019年香港區議會選舉
2019年10月4日，巫啟航向選舉事務處遞交提名，報名參選2019年香港區議會選舉宏逸選區。
10月14日，巫啟航收到時任宏逸選區選舉主任袁嘉諾電郵，稱他在2019年7月25日一幅Facebook貼圖中，提及「光復香港」及「時代革命」，要求翌日下午5時前就此解釋。 翌日巫在香港商業電台節目中表示，他所拍攝的標語圖片，圖中字句非由本人所寫，並且內容不代表他本人立場。對於選舉主任以此作政治審查，感到何其荒謬，但會諮詢律師意見後，再作回應。
10月31日，巫啟航獲選舉主任確認提名有效，成為宏逸選區1號候選人。當區對手包括報稱無黨派的曹健科、獨立候選人關嘉麗，以及時任區議員工聯會姚國威。 結果巫以5,100票，逾六成得票力壓多位候選人當選。
| 政党   | 政党               | 候选人    | 票数  | %     | ±      |
| ------ | ------------------ | --------- | ----- | ----- | ------ |
|        | 天水圍民生關注平台 | ①. 巫啟航 | 5,100 | 62.16 | 不適用 |
|        | 無黨派             | ②. 曹健科 | 204   | 2.49  | 不適用 |
|        | 工聯會             | ③. 姚國威 | 2,849 | 34.73 | 不適用 |
|        | 獨立民主派         | ④. 關嘉麗 | 51    | 0.62  | 不適用 |
| 多数票 | 多数票             | 多数票    | 2,251 | 27.44 |        |

### 元朗屯門區議會聯席會議
反送中運動期間，西鐵及輕鐵多翻停駛，曝露屯門、元朗及天水圍欠缺其他區內穿梭交通工具的弊病。 一眾屯門、元朗候任區議員向特首林鄭月娥及運輸及房屋局局長陳帆遞交聯署信。他們亦計劃在區議會復會後，就屯元天交通問題成立「兩會交通聯席會議」，反對「以鐵路為骨幹」的交通發展計劃，並向運輸署提案，盼增設一條接駁屯元天醫院的巴士線，打破港鐵壟斷。元朗「宏逸」候任區議員巫啟航表示，除了新增巴士路線外，一眾區議員將會爭取將現有的巴士路線轉為雙向分段收費，為區內穿梭的市民提供更多選擇。

### 請辭
政府放風將  DQ 逾 200 區議員，並追討上任至今薪津，引發辭職潮，元朗巫啟航於7月12日請辭。